# Amedej Vetrih
Amedej Vetrih (Vitovlje, 16 de septiembre de 1990) es un exfutbolista esloveno que jugaba de centrocampista.

## Trayectoria
Comenzó su carrera deportiva en el ND Gorica en 2009, aunque pasó cedido la temporada 2009-10 en el NK Brda.
En 2014 fichó por el Parma Calcio, que lo cedió de manera inmediata al ND Gorica.
En 2015 dejó el Parma para fichar por el NK Domžale, del que se marchó en 2019 para jugar en el Çaykur Rizespor turco.

## Selección nacional
Fue internacional sub-19 y absoluto con la selección de fútbol de Eslovenia. Con esta última debutó en un partido de clasificación para la Copa Mundial de Fútbol de 2018 frente a la selección de fútbol de Eslovaquia el 1 de septiembre de 2017.

## Clubes
| Club                  | País      | Año       |
| --------------------- | --------- | --------- |
| N. D. Gorica          | Eslovenia | 2009-2014 |
| N. K. Brda (cedido)   | Eslovenia | 2009-2010 |
| Parma Calcio          | Italia    | 2014-2015 |
| N. D. Gorica (cedido) | Eslovenia | 2014-2015 |
| N. K. Domžale         | Eslovenia | 2015-2019 |
| Çaykur Rizespor       | Turquía   | 2019-2020 |
| Gaziantep F. K.       | Turquía   | 2020-2022 |